# Censo costarricense de 1864
El Censo General de la República de Costa-Rica se levantó el 27 de noviembre de 1864, con información sobre el movimiento de la población entre el 1 de julio de 1862 hasta el 31 de diciembre de 1864. Incluye recapitulaciones comparativas al empadronamiento de 1844, el cual fue una aproximación de censo rectificado por Monseñor Bernardo Augusto Thiel.
Este primer censo fue llevado a cabo por la Oficina Central de Estadística, equivalente al actual Instituto Nacional de Estadística y Censos (INEC). 

## Resultados
Para 1864, el primer censo efectuado en el país contabiliza a 120 499 habitantes en el país.  Mientras que para 1844 había 79 982 habitantes en los registros parroquiales rectificados por B.A. Thiel.
| Provincia  | Cantón                           | Población en censo de 1864 |
| ---------- | -------------------------------- | -------------------------- |
| San José   | San José                         | 21 379                     |
| San José   | Escazú                           | 8760                       |
| San José   | Desamparados                     | 7067                       |
| Alajuela   | Alajuela                         | 11 521                     |
| Alajuela   | San Ramón                        | 5045                       |
| Alajuela   | Grecia                           | 5738                       |
| Alajuela   | San Mateo                        | 1682                       |
| Alajuela   | Atenas                           | 3185                       |
| Cartago    | Cartago                          | 16 780                     |
| Cartago    | Paraíso                          | 4238                       |
| Cartago    | La Unión                         | 2046                       |
| Heredia    | Heredia                          | 14 073                     |
| Heredia    | Barva                            | 3718                       |
| Guanacaste | Liberia                          | 3169                       |
| Guanacaste | Nicoya                           | 2407                       |
| Guanacaste | Santa Cruz                       | 3217                       |
| Guanacaste | Bagaces                          | 1638                       |
| Puntarenas | Puntarenas                       | 2942                       |
| Puntarenas | Litoral del Golfo de Nicoya      | 963                        |
| Puntarenas | Golfo Dulce con Térraba y Boruca | 931                        |